# 버지니아 로메티

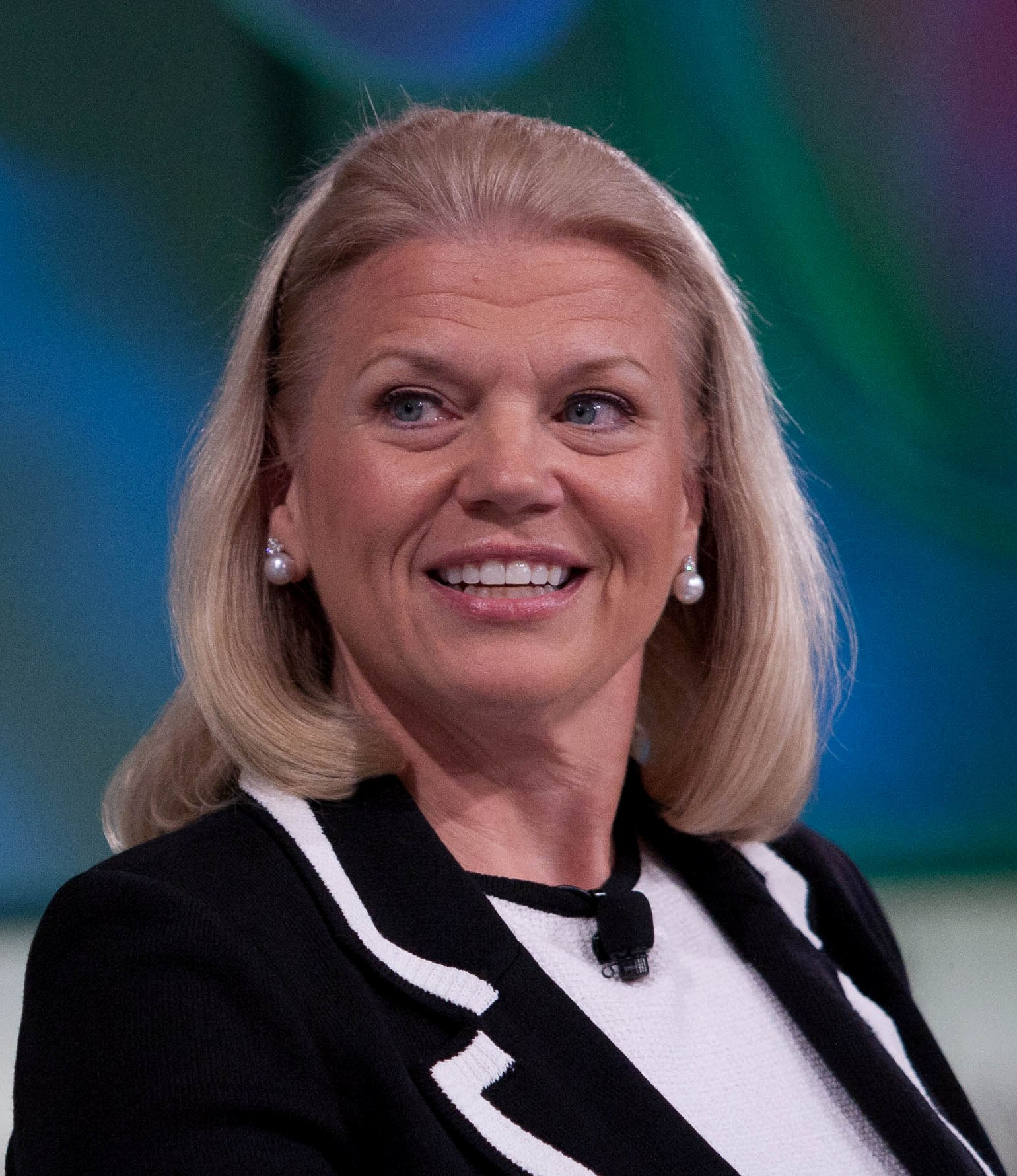
버지니아 로메티

버지니아 로메티(Virginia "Ginni" Rometty, 1957년 6월 29일 ~ )는 미국의 기업인이다.
2012년 1월 1일, 새뮤얼 팔미사노를 이어 여성으로서는 처음으로 IBM의 CEO로 취임했다.1981년 시스템 엔지니어로 IBM에 입사하여 글로벌 영업, 마케팅 및 전략 책임자를 거쳤다.2002년 IBM 글로벌 서비스 부서의 총책임자로, 프라이스워터하우스쿠퍼스 IT 컨설팅 부문 인수 협상에 주도적으로 참여하여, 두 회사를 합병한 성과로 널리 알려졌다. 로메티가 CEO로 취임한 후 IBM은 분석, 클라우드 컴퓨팅과 인지 컴퓨팅 시스템에 집중하기 시작했다. 7년 연속 포춘지가 선정하는 '가장 영향력 있는 비즈니스 여성 50인'에 선정되었으며, 2011년 순위는 7위이다.
2020년 1월, 아르빈드 크리슈나가 IBM의 CEO 자리를 물려받으며 4월 6일 CEO 자리를 퇴임한다.